# Званцев, Пётр Петрович
Пётр Петрович Званцев (25 июля 1893 — 22 марта 1958) — русский советский актёр театра, ведущий актёр Калиниского драмтеатра (1929—1950).

## Биография
Родился в 1893 году в селе Еделеево Нижегородской губернии Российской империи, из дворян.
Театром увлёкся с детства, участвовал в гимназических спектаклях. Посещал театральную школу своего дяди — режиссёра Н. Н. Званцева, затем поступил в школу артиста Художественного театра Н. О. Массалитинова. В 1916 году был принят по конкурсу в Театр Незлобина.
Работал в провинциальных театрах — Ярославль, Казань, Пермь, Екатеринбург, Нижний Новгород.
С 1929 года — актёр Калиниского драматического театра, где служил до конца жизни, за 30 лет сыграв здесь много ролей, один из ведущих актёров театра.
Вёл активную общественную работу — член бюро партийной организации театра, три раза избирался народным заседателем Народного суда.
В 1950—1953 годах возглавлял Калининское областное отделение Всероссийского театрального общества, руководил драматическим коллективом Дома Учителя.
Умер в 1956 году, похоронен на Первомайском кладбище города Тверь.
Семья: Первая жена — актриса Варвара Ярошенко, сын Дмитрий (род. 1925), брак распался в 1932 году; вторая жена — актриса Надежда Гончарова.

## Роли
За многие годы работы в театре Званцевым сыграны десятки ролей. Пётр Петрович не просто играет — он живёт на сцене. Правда, берущая истоки из самой жизни, — вот что является непреложным правилом в работе Петра Петровича над каждой ролью. К лучшим образам, созданным актёром, относятся Барон из пьесы Горького «На дне», князь Обрезков из «Живого трупа», Каренин из «Анны Карениной» Толстого, Загорецкий из «Горе от ума» Грибоедова, Стессель из «Порт-Артура» Степанова, Телятьев из «Бешенных денег» Островского.— Н. Мазурин — 40 лет на сцене // Газета «Калининская правда», 24 июня 1956
Как режиссёр поставил спектакли по пьесам «Богатая невеста» А. Островского и «Мстислав Удалой» И. Прута.
В 1956 году написал и поставил пьесу «Чистая совесть», где также сыграл главную роль врача Соболева.
Единственная роль в кино — роль фашистского генерала в снимавшемся в 1944 году в Калинине фильме «Нашестиве».